# Iglesia de San Boal (Pozaldez)
La iglesia de San Boal es un templo católico ubicado en la localidad de Pozaldez, Provincia de Valladolid, Castilla y León, España. Una maqueta a escala de este edificio se encuentra en el Parque temático Mudéjar de Olmedo.

## Descripción
El edificio se enclava sobre los restos de un castillo. Alrededor de la iglesia se conservan diversos restos de un grueso muro que correspondía al recinto de la fortificación. Es una de las iglesias más características de estilo mudéjar de Castilla y León en general y la provincia de Valladolid en particular.
Se empezó a construir en la segunda mitad del siglo XIII y terminada en el siglo XIV y tuvo una remodelación en el siglo XVII a manos de Diego de Praves.

## Galería

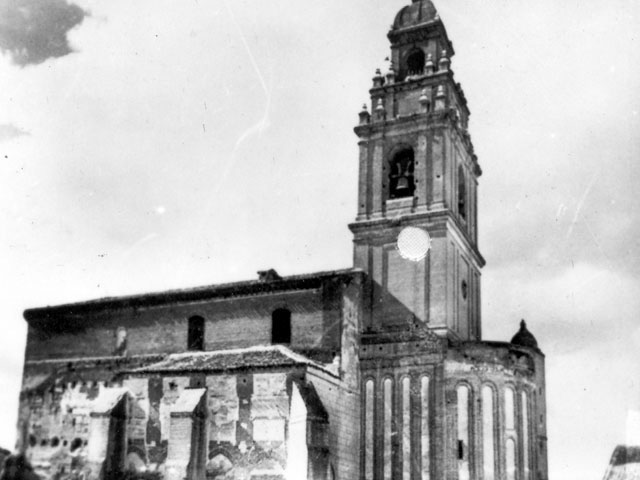
Foto antigua de la iglesia